# Оксид осмия(IV)
Оксид осмия(IV) (диоксид осмия, англ. Osmium dioxide) — химическое соединение с формулой OsO2. Представляет собой порошок коричнево-чёрного цвета. Может быть получен реакцией осмия с тетраоксидом осмия или диоксидом азота при 600 °C. С соблюдением мер предосторожности можно за период в 1 неделю получить монокристаллы OsO2 коричневого цвета размерами до 7x5x3 мм³. Они не растворяются в воде, но растворимы в хлороводородной кислоте. Эти кристаллы имеют структуру рутила. В отличие от тетраоксида OsO4, не токсичен.